# تغاجارنويان
تغاجارنویان أو تغاچرنویان (بالإنجليزية: Tokuchar) زوج البنت الرابعة لجنكيز.
و كان احد القادة المغول من قبيلة خونجراد.
أثناء الغزو المغولي لخوارزم تمرد أهل نيسابور على حاكم طوس الذي نصّبه المغول، وحرّضوا الطوسيين على قتل حاكمهم المغولي. بعد هذا التمرد، أرسل جنكيز جيشًا بقيادة صهره تغاجارنويان إلى نيسابور، وفي اليوم الثالث من الحصار قُتل تغاجار إثر إصابته بسهم أطلقه أحد النيسابوريين. قسّم خليفته الجيش المغولي إلى قسمين، وأرسل قسم إلى طوس، وأخذ القسم الثاني وتوجه نحو سبزوار، وقتل الكثير من أهلها ودمر المدينة عن بكرة أبيها ثأرًا له.  ودخل المغول نيسابور في ربيع سنة 618 هـ، وجمع المغول أهل نيسابور في الصحراء، وقتلوهم جميعًا إلا 400 رجل من أهل الحرف والفنانين. عندئذ، وصلت بنت جنكيز وزوجة تغاجار الذي لقى حتفه في حصار نيسابور لكي تنتقم. فأمرت بحرق المدينة وهدمها، وزرعوا مكانها الشعير. وترك قوة من 400 رجل في نيسابور لقتل أي شئ حي.